# Opharus palmeri
Opharus palmeri là một loài bướm đêm thuộc phân họ Arctiinae, họ Erebidae.